# Чу-Илийские горы
Чу-Или́йские го́ры (каз. Шу-Іле таулары) — невысокий, сильно разрушенный горный хребет к
северо-западу от Заилийского Алатау на юге Казахстана (Алматинская область и Жамбылская область), простирающийся от отрогов Северного Тянь-Шаня. Примыкает на юге к хребту Киндыктас — северо-западному отрогу Заилийского Алатау. Хребет служит водоразделом бассейнов рек Чу и Или.

## Географическое положение
Чу-Илийские горы простираются с юго-востока на северо-запад на 220 км до западного берега озера Балхаш, который отделяет Сарыарку от Жетысу, их наибольшая высота — 1294 м. Сложены гранитами, сланцами, известняками. Как и Уральский хребет, горы древние, сильно разрушенные ветровой и водной эрозией, поэтому имеют плоские вершины, пологие склоны. Узкими каньонами рек Курты и Или на юго-восточном окончании гор обособляется плато Карой. Эоловые пески Таукум занимают северо-восточную часть. Между песками Таукум и Аныракайскими горами расположена предгорная равнина. Горы Хантау расположены юго-западнее Аныракайских гор и ограничены тектоническим уступом и глубокими долинами. Между горами Хантау и Кендыктасскими горами есть узкий проход, по которому можно попасть в долину реки Копа, приток реки Или. Данный проход является воротами из Северного Тянь-Шаня в Восточный Туркестан, Джунгарию и Китай. Горы Жездыбе расположились в центральной части Чу-Илийских гор. Хребты Аныракай — 1183 м, Кулжабасы (гора Кушокы — 1178 м.), Хантау — 1024 м, Сункар — 1042 м являются наиболее высокими из хребтов. Чу-Илийские горы из-за невысокого поднятия имеют слабо развитую высотную поясность, поэтому преобладающий ландшафт — пустынная степь и пустынно-степной растительный и животный мир. Весной ярко цветут тюльпаны и ирисы, маки. Склоны гор используются для выпаса скота (в основном овец и коз).

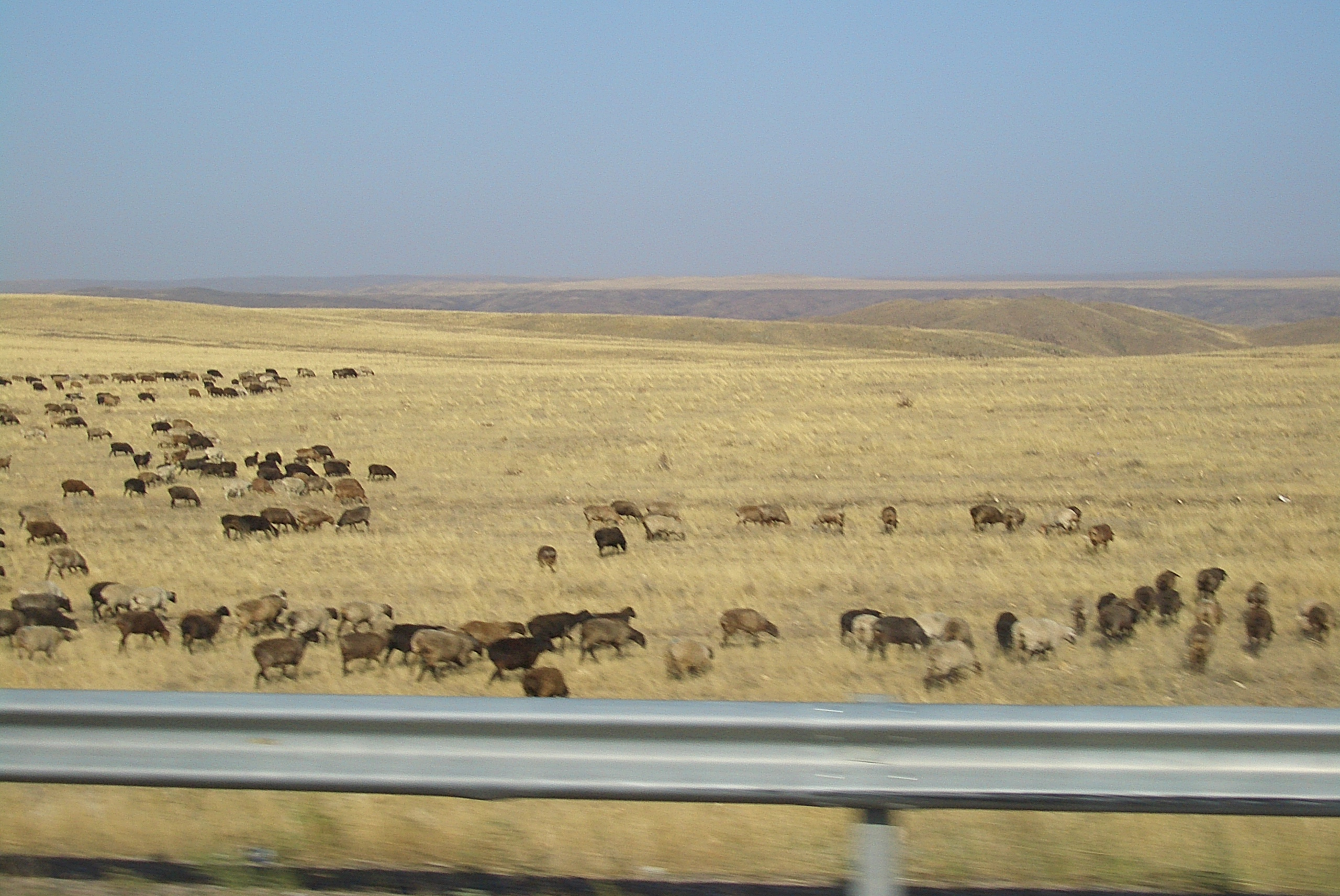
Пасущиеся овцы на плато курдайского перевала (вид с шоссе Бишкек — Алма-Ата).

## Хозяйственное значение
Через Чу-Илийские горы проходит Автострада М 39, одна из самых оживлённых магистралей Средней Азии (Алма-Ата—Бишкек—Чимкент—Ташкент). Курдайский перевал и жд-станция Отар (в 25 км на север от автострады) во многом получили свою известность благодаря трассе.
В 2010 году через Чу-Илийские горы начато строительство участка новой дороги Западная Европа — Западный Китай, который пойдёт от отарского перекрестка не на Кордай и Бишкек, как Автострада М 39, а в обход Киргизии с севера, проходя южнее станции Чу прямо на Мерке.

Севернее посёлка Отар в Чу-Илийских горах находится военный полигон Матыбулак.